# Производство на напитки
Производството на напитки е един от 34-те подотрасъла на преработващата промишленост в Статистическата класификация на икономическите дейности за Европейската общност.
Секторът обхваща производството на повечето видове напитки – алкохолни напитки, получени чрез дестилация или ферментация (включително вино и бира), безалкохолни напитки и бутилирана вода – но не и производството на някои напитки, което е технологично свързано с производството на хранителни продукти – млечни напитки, плодови сокове или използващи кафе или чай.